# عبدالحق زکریا
عبدالحق زکریا (انگلیسی: Abdelhak Zakaria؛ زادهٔ ۲۰ ژوئیهٔ ۱۹۷۴) دونده دو استقامت مراکشی‌تبار اهل بحرین است.